# Нижегородский государственный театр юного зрителя
Нижегородский государственный театр юного зрителя — детский театр, созданный в Нижнем Новгороде в 1928 году.

## История
Инициатива создания театра принадлежала известному нижегородскому актёру, режиссёру и антрепренёру Н. И. Собольщикову-Самарину. 
Театр открылся 28 ноября 1928 года спектаклем Д. Фонвизина «Недоросль». Возглавил театр режиссёр Е. Брилль.
К своему десятилетию в 1938 году Горьковскому областному театру юного зрителя было присвоено имя Н. К. Крупской. Тогда же театр получил своё первое здание на Грузинской улице.

## Репертуар

### Постановки прошлых лет
- 1928 — «Недоросль» Фонвизина[1]
- 1937 — «Горе от ума» Грибоедова
- 1937 — «Сказка о царе Салтане» по А. С. Пушкину
- 1938 — «Созвездие гончих псов» К. Паустовского
- 1938 — «Белеет парус одинокий» Катаева
- 1947 — «Сказка о правде» Маргариты Алигер
- 1937 — «Сказка о царе Салтане» по А. С. Пушкину
- 1948 — «Как закалялась сталь» Николая Островского
- 1950 — «Сын полка» Катаева
- 1950 — «Аттестат зрелости» Гераскиной
- 1951 — «Ромео и Джульетта» Шекспира
- 1952 — «Недоросль» Фонвизина
- 1953 — «Мещанин во дворянстве» Мольера
- 1955 — «Слуга двух господ» Карло Гольдони
- 1957 — «Бронепоезд 14-69» Вс. Иванова
- 1957 — «Емелино счастье» В.Новацкого и Р.Сефа. Режиссёр: Арье
- 1957 — «Ворон» Гоцци
- 1958 — «Город на заре» Алексея Арбузова
- 1958 — «В поисках радости» Розова
- 1961 — «Подвиг» Чеботарёва
- 1966 — «Маскарад» М.Лермонтова
- 1970 — «Три мушкетера» А.Дюма
- 1971 — «Иначе жить нелья» А.Хазанова
- 1974 — «Сказка о царе Салтане» А.Пушкина
- 1974 — «Прощание в июне» А.Вампилова
- 1974 — «Бал» А.Хазанова
- 1981 — «Сон в летнюю ночь» У.Шекспира
- 1986 — «Руководство для желающих жениться» А.Чехова
- 1987 — «Завтра была война» Б.Васильева
- 1988 — «Принцесса Турандот» К.Гоцци
- 1988 — «Сны Евгении» А.Казанцева
- 1989 — «Фартовые девочки» Я.Гловацкого
- 1991 — «Продавец дождя» Р.Нэш
- 1992 — «Банкрот» А.Осторовского
- 1994 — «Маскарад» М.Лермонтова
- 2002 — «Вишневый сад» А.Чехова
- 2004 — «Васса Железнова» М.Горького

### Текущий репертуар

#### Спектакли для детей
- «Али-Баба и 40 разбойников» (по мотивам восточной сказки)
- «Бременские музыканты» (В. Б. Ливанов, Ю. С. Энтин)
- «Горе от ума» (пьеса А. С. Грибоедова)
- «Как мужику счастье было» (по сказкам Л. Н. Толстого)
- «Летучий корабль» (по мотивам русской народной сказки)
- «Матушка крапива» (по одноимённой сказке В. М. Ольшанского)
- «Ночные пляски» (по русской народной сказке)
- «PRO Собак» (по мотивам рассказа Д. Н. Мамина-Сибиряка «Постойко»
- «Спящая Красавица» (Ч. Уэй)
- «Тень» (пьеса Е. Шварца)

#### Спектакли для взрослых
- «Счастье моё» (А. М. Червинский)
- «Ужин Дураков »(Ф. Вебер)

## Награды
- Орден «Знак Почёта» (9 июня 1978 года) — за заслуги в развитии советского театрального искусства[2].